# Рашка (община)
Вижте пояснителната страница за други значения на Рашка.
Община Рашка се намира в Рашки окръг, Поибрие, Централна Сърбия. Площта ѝ е 666 км², а населението 26 981 жители (2002). Административен център на общината е град Рашка. Близо 96% от жителите ѝ са сърби.